# Уттерстрём, Свен
Свен Уттерстрём (швед. Sven Utterström; 16 мая 1901 года, Буден — 7 мая 1979 года, Буден) — шведский лыжник, олимпийский чемпион, двукратный чемпион мира.

## Карьера
На Олимпийских играх 1928 года в Санкт-Морице, занял 9-е место в гонке на 18 км.
На Олимпийских играх 1932 года в Лейк-Плэсиде завоевал золотую медаль в гонке на 18 км, выиграв ровно две минуты у своего партнёра по команде Акселя Викстрёма, ставшего вторым. В гонке на 50 км пришёл шестым.
На чемпионатах мира за свою карьеру завоевал две золотые и одну серебряную медали. В 1929 и 1930 годах побеждал в гонках на 50 км на престижнейшем в то время Хольменколленском лыжном фестивале, став при этом первым в истории шведом и третьим ненорвежцем победившим в Хольменколлене.